# Episcopia de Siret
Episcopia de Siret (1371-1515) a fost o episcopie romano-catolică cu sediul la Siret. Episcopia a dispărut în 1515, catedrala fiind demolată de Bogdan cel Orb. Continuarea sa a fost Episcopia de Bacău înființată în 1591. Reședința episcopului a fost în Siret și Suceava. Aproximativ din 1418, Sfântul Scaun a ridicat o altă eparhie moldovenească, cea de la Baia.

## Context
Întemeierea acestei episcopii în nordul extrem al Moldovei a fost o consecință a evenimentelor globale din Europa de Est, din secolul al XIV-lea, moment în care turcii amenințau această zonă. În Principatul Moldovei evenimentele politice generau o orientare unionistă, de alianță cu marile puteri catolice occidentale. Bogdan I, al doilea întemeietor al Moldovei, nu avea raporturi bune cu Regatul Ungariei, motiv pentru care a încercat să se aproprie de Polonia cu care se învecina, avându-l ca rege pe Cazimir al III-lea. La rândul ei, Polonia agrea posibilitatea de a colabora cu Moldova pentru a avea drum liber către porturile de la Marea Neagră și Crimeea. Drumurile comerciale din Moldova traversau țara pornind din Polonia (Lwow și Kamieniec-Podolskij), pentru a ajunge la Chilia, Cetatea Albă și Brăila.
Pe plan religios, orientarea către catolicism a fost favorizată de misionarii franciscani din vicariatul de Rutenia, cu capitala la Lwow. Alături de dominicani, cu un vicariat apostolic întemeiat de Papa Ioan al XXII-lea în anul 1324, ambele ordine au dezvoltat un apostolat intens în Polonia și Ungaria. Prima mănăstire a franciscanilor din Lwow a fost situată la Siret, unde în anul 1340 au fost înmormântați doi martiri uciși de tătari, Blaziu și Marcu. În februarie 1378 au fost înmormântați alți doi martiri, Luca și Valentin, morți împreună cu cinci călugări franciscani, victime ale tătarilor din Lituania.

## Înființare
Succesorul lui Bogdan I, Lațcu (1365-1373), a schimbat rezidența voievodală de la Baia la Siret, fiind interesat să aibă relații bune cu Polonia, fiind mai în siguranță în fața tendințelor expansioniste ale Ungariei și fiind la adăpost chiar și în caz de Polonia ar fi dorit să se impună în Moldova, putând cere ajutorul papei în rezolvarea conflictului. Lațcu a trimis doi franciscani să îi aducă papei la cunoștință că el și poporul său vor să accepte ritul latin și credința Bisericii Catolice. Ulterior a cerut Papei Urban al V-lea întemeierea unei episcopii în orașul său de reședință și misionari catolici pentru pastorația credincioșilor. După tratative, în 1371, episcopul de Cracovia l-a consacrat pe primul episcop de Siret, franciscanul Andrea Jastrzebiec. Lațcu a trecut la catolicism, dar soția și fiica acestuia au rămas încă la ortodoxism.
Problemele familiale cât și mișcarea puternică antiunionistă existentă în rândul clerului local au blocat încercările filocatolice ale lui Lațcu. La început, episcopia depindea direct de Sfântul Scaun, iar din anul 1412, odată cu înființarea Arhiepiscopiei de Lwow, a devenit sufragană acesteia. Jurisdicția noii episcopii se extindea asupra întregii Moldove dar numirea episcopilor se făcea la Milcov, cu toate că în acest loc nu mai exista o organizare eclaziastică propriu-zisă.

## Evoluție
La fel ca Episcopia de Milcov, cea de la Siret a fost fragilă. După un an de la consacrarea Papei Grigore al XI-lea, în 1373, acesta i-a încredințat lui Andrea Jastrzebiec administrarea Episcopiei de Hali, acesta plecând imediat și plângându-se că dieceza de la Siret este săracă. După acesta au venit mulți alți episcopi polonezi pentru episcopiile Siret, Baia și Bacău.
Domnitorul Petru al II-lea, fiul catolicei Margaretei Mușat, a mutat capitala de la Siret înapoi la Suceava. În anul 1377 Mușata a chemat dominicani unguri pentru a construi o biserică-catedrală la Siret, în apropierea franciscanilor. În această biserică a fost înmormântată și principesa Margareta, dar odată cu distrugerea așezământului de către anticatolicul Bogdan cel Orb, osemintele acesteia au fost duse sub baptisteriul catedralei din Baia, construită de domnitorul Alexandru cel Bun în jurul anului 1418.
Cum la Siret exista o biserică dominicană, s-a ales un dominican. Ultimul episcop, numit în 1434, a fost în schimb franciscan. La Conciliul ecumenic de la Konstanz (1414-1418), Principatul Moldovei a fost reprezentat de Chirilă, trimis de Alexandru cel Bun, pentru a îmbunătăți raporturile politico-religioase cu țările occidentale catolice.

## Cronologia episcopilor
1. Andrei Jastrzębiec (Andrei de Cracovia), OFM, 9 mai 1371 - 12 martie 1388[4][5], numit episcop de Vilnius
2. Ioan Sartorius (Ioan I, italienizat Giovanni Sartorius), 1388-1393
3. Ștefan Martini (Zajacsek), OP, 8 iunie 1394-10 ianuarie 1412
4. Nikolai Venatoris, OSA, 5 martie 1413-29 iulie 1418, transferat la Episcopia Scardona din Dalmația
5. Tomas Erneborn (Thomas  Grueber sau Ebner), OP, 31 iulie 1413-1420
6. Ioan al II-lea, 4 septembrie 1420 - după 8 ianuarie 1422
7. Ioan al III-lea, OFM, 29 ianuarie 1434 -?
8. Piotr Crisper, 1438-?
9. Ioan al IV-lea Kemulem, 1457-1471
10. Piotr II de Insula, 1476-?
11. Szymon Dobriolanus, 1484-1497
12. Tomasz Batscha, 1497-?
13. Michał Marynowski, 1510-1515